# 玉塚栄次郎
2代目玉塚 栄次郎（たまつか えいじろう、1902年1月9日 - 1962年11月22日）は、日本の実業家。玉塚證券社長・会長、日本証券業協会会長、東京証券取引所理事長を歴任。

## 人物
東京市日本橋生まれ。旧姓は山崎。初代玉塚栄次郎の養子となり、1925年東京商科大学（現一橋大学）卒業、玉塚證券入社。玉塚證券社長・会長、玉塚不動産社長、日本証券業協会会長などを歴任。1955年から1957年まで東京証券取引所理事長を務めた。
1962年日本医科大学付属第一病院で胃癌のため死去。享年60。酒が飲めず、地味な性格で、夜の付き合いが苦手なため、敵がいないと評された。
玉塚證券で役員を務めた玉塚和男は子息。ローソン社長などを務めた玉塚元一は孫。